# Lecticani
I lecticani sono una famiglia di proteoglicani (cioè un tipo di proteina unita a catene di polisaccaridi carichi negativamente) presenti nella matrice extracellulare. La famiglia dei lecticani è composta da quattro molecole: l'aggrecano, il brevicano, il neurocano e il versicano. I lecticani innteragiscono con l'acido ialuronico e la R-tenascina, andando a costituire un complesso ternario di molecole.

## Distribuzione nei tessuti
L'aggrecano è una componente importante della matrice extracellulare del tessuto cartilagineo, mentre il versicano è espresso, oltre che nelle cellule epiteliali della cute, in numerosi tipi di tessuto connettivo, come nella muscolatura liscia dei vasi sanguigni e nel sistema nervoso (sia centrale che periferico). Il brevicano e del neurocano sono presenti quasi esclusivamente del tessuto nervoso.

## Struttura
Tutti e quattro i lecticani contengono un dominio N-terminale di forma globulare, chiamato G1, il quale contiene sia dominii con forma simile a quella della porzione variabile degli anticorpi (frammento Fab), sia un dominio Link che permette il legame con lo ialuronato; un altro dominio comune ai vari lecticani è un dominio centrale denominato CS, lungo ed esteso che si lega covalentemente con le catene solfate di glicosamminoglicano. I lecticani constano inoltre di un dominio C-terminale, anch'esso globulare, chiamato G3, che contiene uno o più dominii con sequenza amminoacidica simile a quella del fattore di crescita epidermale e una C-lectina. L'aggrecano, in aggiunta, possiede un ulteriore dominio, chiamato G2, situato tra il dominio G1 e il dominio CS.